# Мурженко Олексій Григорович
Мурженко Олексій Григорович (23 листопада 1942, Лозова — 31 грудня 1999, Нью-Йорк) — дисидент, учасник правозахисного руху в СРСР.

## Біографія
Олексій Мурженко народився 23 листопада 1942 року у місті Лозова Харківської області в багатодітній сім'ї Григорія Семеновича Мурженка й Ганни Михайлівни Остапенко, на той час в зоні окупації німецького війська.
Батько загинув, за іншими даними пропав безвісти (1943), як рядовий Червоної армії під час війни.
З 1952 року, як сирота загиблого на війні вояка, вчився в Київському військовому суворовському училищі; у 1960—1961 роках — у вечірній школі робітничої молоді у Лозовій.
Переїхав до РРФСР. Із 1961 року працював інспектором райфінвідділу Ленинградського району, навчаючись на факультеті міжнародних відносин Московського фінансового інституту
. В інституті брав участь у створенні та діяльності підпільної неомарксистської групи рос. «Союз свободы разума», яка закликала до демократизації радянського суспільства.
Вперше заарештований 3 березня 1962 року й за обвинуваченням у закликах до вчинення злочинів проти держави, участі в антирадянській організації, ст. 70 ч.1 і ст. 72 КК РРФСР, засуджений до 6 років позбавлення волі в колонії суворого режиму.
Був ув'язнений у Владимирській в'язниці та Дубравлазі, де познайомився з правозахисниками Едуардом Кузнєцовим, згодом автором передмови до єдиної виданої за життя книги Олексія Мурженка (1985), й Андрієм Синявським.
1968 одружився з киянкою Любов'ю. Наступного року народилася первістка — дочка Анна.
У 1970 році вдруге засуджений за спробу викрадення літака з метою втечі з СРСР до 14 років позбавлення волі в колонії особливого режиму з присвоєнням статусу «особливо небезпечного рецидивіста».
Під час свого ув'язнення, 30 жовтня 1974, Олексій Мурженко та Кронід Любарський організували масове голодування в Мордовських та Пермських таборах. Так вони започаткували День політичного в'язня в СРСР.
1979 року у сім'ї Олексія Мурженка народилася друга дитина — дочка Вікторія.
Побувши на волі рік, 4 червня 1985 року Олексій Мурженко за участь в похороні дисидента Валерія Марченка і виголошення прощального слова знову був заарештований і засуджений до 2 років колонії особливого режиму, обвинувачений у порушенні «режиму нагляду».
У жорстоких обставинах у дружини сталися передчасні пологи. Невдовзі новонароджений син Павло помер.
Відбував покарання у виправній установі МХ 324/58 в місті Ізяслав Хмельницької області. Про той період залишив спогади, що були опубліковані в російськомовній еміграційній періодиці протягом 1989—1991 років

.
У 1987 році був звільнений з-під варти.
Усього, за життя, Олексій Мурженко перебував під вартою 22 роки.
Емігрував до Ізраїлю, звідки у лютому 1988 року переїхав до міста Нью-Йорк, США.
Тут подружжя Мурженків обвінчалися в українській церкві.
Закінчив американський коледж. Працював в одному з українських банків, а потім водієм. Співпрацював з радіо «Свобода», «Freedom House», публікувався в пресі, виступав з лекціями і доповідями, брав участь у «Сахаровських читаннях». Був президентом Асоціації політв'язнів колишнього СРСР у Нью-Йорку.
Помер Олексій Мурженко від раку шлунка 31 грудня 1999 року. Похований на українському цвинтарі Святого Андрія у Савт-Бавнд-Брук, штат Нью-Джерсі. Незадовго перед смертю відвідував Київ.
Залишилися дружина Любов Мурженко, дочки — Анна, Вікторія та онуки.

## Літературна спадщина
1985 року в Лондоні вийшла друком книга Олексія Мурженка «Образ щасливої людини, або Листи з табору особливого режиму» російською мовою в літературній обробці Михайла Хейфеца. Протягом тривалого терміну ув'язнення, Олексій Мурженко написав чимало листів до друзів, дружини й доньки. Проте всі листи ув'язнених в радянських таборах підлягали обов'язковій цензурі з боку адміністрації. Михайло Хейфец піддав тексти листів «глибокому редагуванню» з метою виокремлення справжнього змісту написаного, без цензури, після чого вони були опубліковані.
Також опубліковано спогади Олексія Мурженка: «ГУЛАГ після Солженіцина» (1989),
«Маски» (1991).
У нью-йоркський період життя дописував до газети рос. «Новое русское слово», рос. «Успех» тощо. Залишив незакінчений рукопис спогадів.

## Вшанування пам'яті
23 листопада 2022 року в Україні на державному рівні відзначалося 80 років із дня народження Олексія Мурженка.

### Тексти Олексія Мурженка
- Алексей Мурженко. Образ счастливого человека, или Письма из лагеря особого режима. London: Overseas Publications Interchange Ltd, 1985. [Архівовано 11 січня 2022 у Wayback Machine.] ISBN 0-903868-92-X (рос.)
- Олексій Мурженко. ГУЛАГ після Солженіцина [Архівовано 11 січня 2022 у Wayback Machine.] (Архівовано 11.01.2022)
- Олексій Мурженко. Маски [Архівовано 11 квітня 2021 у Wayback Machine.] (Архівовано 16.01.2022)

### Про особу
- Л. Мурженко звернулася до Мадридської конференції // «Свобода» — Ч. 78. — 25 квітня 1981. — С. 1, 8.
- Алексей Мурженко: «…Нами движет некая высшая нравственная сила…» (Архівовано 12.01.2022) (рос.)
- О Алексее Мурженко в проекте «Советские диссиденты» [Архівовано 8 травня 2021 у Wayback Machine.] (рос.)